# Louise Rålamb
Louise Elisabeth Charlotte Rålamb, född Tamm 27 maj 1875 i Löt, död 31 oktober 1967 i Oscars församling, Stockholm, var en svensk friherrinna och överhovmästarinna.
Louise Rålamb var det sjunde barnet till godsägaren Hugo Petrus Parcival Tamm i dennes första äktenskap med friherrinnan Therese af Ugglas. Hon gifte sig den 4 januari 1896 med friherre Claes Erik Rålamb, förste hovmarskalk och överhovjägmästare. 
Louise Rålamb var överhovmästarinna vid hovet 1938–1967 (icke tjänstgörande 1956). Som överhovmästarinna tjänstgjorde hon vid Gustaf V:s hovstat 1938–1950 och som chef för  Drottning Louises hovstat 1950–1956. Hon överfördes sistnämnda år till de icke tjänstgörande hovstaterna.

## Utmärkelser
- Kommendör med stora korset av Nordstjärneorden (6 juni 1952)
- Storkors av Nederländska Oranienhusorden
- Storkors av Storbritanniska Victoriaorden